# 안동 김씨 참의공파 세장 묘역
안동 김씨 참의공파 세장 묘역은 대한민국 경기도 수원시 영통구 이의동에 있다. 2007년 6월 3일에 수원시의 향토유적 제23호로 지정되었다.

## 개요
안동김씨 참의공파는 수원지역의 대표적 성씨 중 하나로서 형조참의를 지낸 김언침(金彦沉, 1514년 ~ 1584년)과 그 후손의 묘역으로 크게 2개 지역으로 나뉘어 분포되어 있다. 김언침은 조선 중기의 문신으로 본관은 안동, 자는 정중(靜仲)으로 김로(金瀘)의 아들이다. 묘역에는 옛 석물로 혼유석, 상석, 향로석, 촉대석, 망주석, 문인석, 방부가 있다. 부부의 합장묘로 하단이 매몰된 향로석의 좌우에 촉대석을 설치하였다. 안동김씨 참의공파 세장묘역에는 김언침의 아들 김찬을 비롯한 후손들의 묘가 자리잡고 있다. 김찬(金瓚, 1543년  ~ 1599년)은 선조대의 문신으로 자는 숙진(叔珍), 호는 눌암(訥菴)이다. 묘역은 쌍분 형식으로 호석을 둘렀다. 옛 석물로는 혼유석, 상석, 향로석, 촉대석, 망주석, 문인석, 방부가 있다. 묘역과 석물양식이 거의 원형으로 보존되어 있어 조선시대 묘제연구에 중요한 자료이다.